# المقاتل النهائي: فريق كاروين ضد فريق نيلسون النهائي
المقاتل النهائي: فريق كاروين ضد فريق نيلسون النهائي (بالإنجليزية: The Ultimate Fighter: Team Carwin vs. Team Nelson)‏ هي الدفعة السادسة عشرة الرئيسية من المسلسل التلفزيوني الواقعي المقاتل النهائي الذي أنتجته يو إف سي.